# Saunasaari (ö i Kajanaland, Kehys-Kainuu, lat 65,18, long 28,40)
Saunasaari är en ö i Finland.   Den ligger i den ekonomiska regionen  Kehys-Kainuu  och landskapet Kajanaland, i den centrala delen av landet, 600 km norr om huvudstaden Helsingfors. Saunasaari ligger i sjön Harjajärvi.